# Estado de Bilaspur
Bilaspur fue un antiguo estado de la India existente entre 1948 y 1954 con la ciudad de Bilaspur como su capital. El estado se fusionó el 1 de julio de 1954 con su estado vecino de Himachal Pradesh, añadiéndose a este como uno de sus distritos.

## Historia

Evolución del estado de Punyab entre 1951 y 1966.

El precursor del estado de Bilaspur fue el estado principesco de Bilaspur, también llamado Kahlur, que se convirtió en parte del Dominio de la India el 12 de octubre de 1948. En esa fecha Bilaspur se convirtió en una provincia y con la entrada en vigor de la Constitución de la República de la India el 26 de enero de 1950 en un estado de "tipo C" y el anterior gobierno del rajá fue reemplazado por un Comisario en Jefe nombrado por el gobierno. El rajá había resistido con éxito una anexión de su principado a la vecina Himachal Pradesh y Punyab. Bilaspur era, con mucho, el más pequeño en ese momento entre los 27 estados.
Después de que el Acta de Himachal Pradesh y Bilaspur (Nuevo Estado) de 1954 fuera aprobada por el Parlamento, el estado de Bilaspur fue disuelto el 1 de julio de 1954 y se incorporó al estado de Himachal Pradesh como el distrito de Bilaspur, con una superficie de 106 848 hectáreas.
Himachal Pradesh en aquel entonces era otro estado tipo C bajo la administración de un vicegobernador. Inicialmente tenía una Asamblea Legislativa de 36 miembros y las primeras elecciones a la asamblea se habían celebrado en 1952. En 1954, cuando se fusionó con Bilaspur, los escaños de la asamblea de Himachal Pradesh fueron elevados a 41.